# Sporting Clube de Portugal (pallacanestro)
Il Sporting Clube de Portugal è una società cestistica, parte della polisportiva Sporting CP, avente sede a Lisbona, in Portogallo. Gioca nel campionato portoghese.

## Squadra attuale
Aggiornato al 26 dicembre 2019.
|    | Naz.                   | Ruolo | Sportivo          | Anno | Alt. | Peso |  |
| -- | ---------------------- | ----- | ----------------- | ---- | ---- | ---- |  |
| 0  | Stati Uniti (bandiera) | AP    | Travante Williams | 1993 | 197  | 91   |  |
| 1  | Portogallo (bandiera)  | PG    | Francisco Amiel   | 1996 | 188  | 78   |  |
| 3  | Portogallo (bandiera)  | AP    | Jorge Embaló      | 1999 | 194  | 82   |  |
| 4  | Stati Uniti (bandiera) | AG    | Brandon Nazione   | 1994 | 203  | 101  |  |
| 6  | Nigeria (bandiera)     | C     | Abdul-Malik Abu   | 1995 | 203  | 107  |  |
| 7  | Portogallo (bandiera)  | C     | Cândido Sá        | 1992 | 206  | 103  |  |
| 8  | Mozambico (bandiera)   | C     | Jeremias Manjate  | 1998 | 203  | 85   |  |
| 9  | Portogallo (bandiera)  | PG    | Diogo Ventura     | 1994 | 194  | 82   |  |
| 11 | Portogallo (bandiera)  | G     | André Cruz        | 2002 | 192  | 81   |  |
| 13 | Angola (bandiera)      | AG    | João Fernandes    | 1992 | 200  | 100  |  |
| 17 | Portogallo (bandiera)  | C     | Cláudio Fonseca   | 1989 | 208  | 102  |  |
| 20 | Portogallo (bandiera)  | AG    | Diogo Araújo      | 1997 | 199  | 83   |  |
| 21 | Portogallo (bandiera)  | G     | Pedro Catarino    | 1990 | 184  | 88   |  |
| 32 | Stati Uniti (bandiera) | PG    | Ty Toney          | 1994 | 191  | 101  |  |
| 34 | Stati Uniti (bandiera) | G     | James Ellisor     | 1990 | 195  | 91   |  |

| Allenatore: | Luís Magalhães                   |
| Assistenti: | António Paulo, Flávio Nascimento |

## Palmarès
- Campionati portoghesi: 9

1953-54, 1955-56, 1959-60, 1968-69, 1975-76, 1977-78, 1980-81, 1981-82, 2020-21
- Coppa di Portogallo: 8

1954-55, 1974-75, 1975-76, 1977-78, 1979-80, 2019-20, 2020-21, 2021-22
- Supercoppa del Portogallo: 2

2021, 2022
- Coppa di Lega portoghese: 2

2021-22, 2022-23